# Исмаилов, Амантур Туратбекович
Амантур Туратбекович Исмаилов (род. 27 декабря 1997, г. Джалал-Абад, Джалал-Абадская обл., Кыргызстан) — киргизский борец греко-римского стиля, бронзовый призёр Азиатских игр. Бронзовый призёр Чемпионата мира 2022-года.

## Биография
Родился в 1997 году в городе Джалал-Абад в Джалал-Абадской обл. В 2018 году стал бронзовым призёром Азиатских игр. В 2019 году стал бронзовым призёром чемпионата Азии U23. Бронзовый призёр чемпионата мира 2022 года.